# PL-8

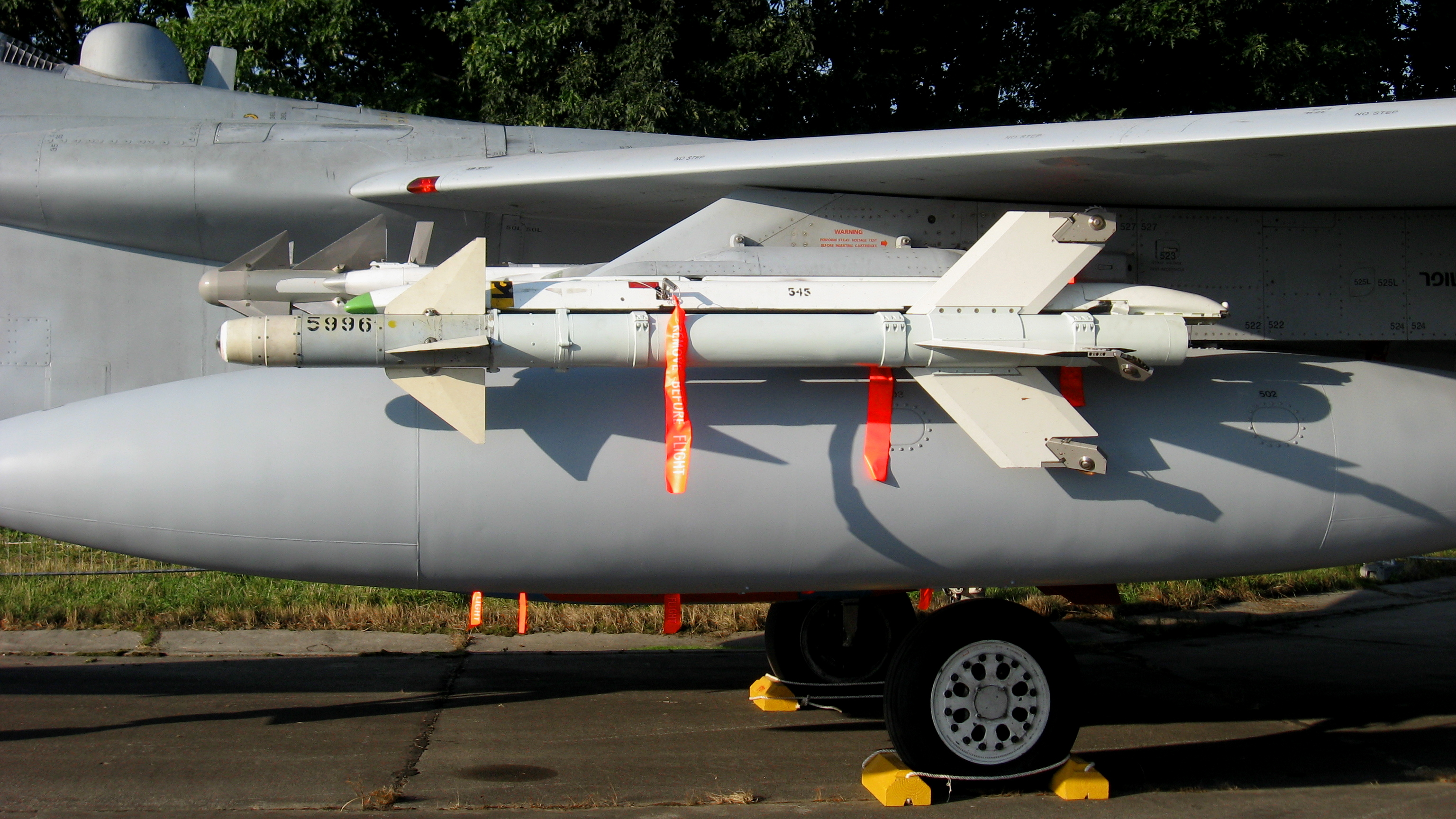
이스라엘 F-15I에 장착된 파이썬-3

PL-8은 중국 공군의 적외선 유도 단거리 공대공 미사일이다. 이스라엘 파이썬-3를 카피한 것이다. 이를 보다 발전시켜 PL-9를 개발했다.
1983년 9월 15일 중국은 PL-8 개발 계획에 착수했다. 이스라엘 엘빗 시스템스의 DASH 헬멧 마운티드 디스플레이도 도입해 중국산을 개발했다. 그러나 헬멧은 미사일과는 별도로 구매계약을 한 것인지는, 확실하지 않다. DASH는 파이썬-3와 함께 이스라엘 F-15I에 사용되었다.

## 파생형
- PL-8: 이스라엘에서 도입한 파이썬-3
- PL-8A: 이스라엘제 부품으로 라이센스 생산한 파이썬-3
- PL-8B: 100% 중국 부품으로 제작
- PL-8H: 지대공 미사일 버전. 탄두중량이 10 kg으로 작아짐

## 제원
- 길이: 295 cm
- 날개폭: 80 cm
- 직경: 16 cm
- 무게: 120 kg
- 유도방식: 적외선 유도
- 탄두: 11 kg, 능동 근접 신관
- 사거리: 15 km
- 속도: 마하 3.5